# Абінгдон-на-Темзі
Абінгдон-на-Темзі (англ. Abingdon-on-Thames) або просто Абінгдон — місто в графстві Оксфордшир, Англія, адміністративний центр району Вейл-оф-Вайт-Горс. Абінгдон претендує на те, щоб вважатися найдавнішим поселенням на території нинішньої Великої Британії.

## Географія
Абінгдон розташований в південно-східній Англії, в графстві Оксфордшир, на річці Темза в 10 кілометрах на південь від Оксфорда і в 8 кілометрах на північ від Дідкота. Місто є центром округу Вейл-оф-Вайт-Горс (Долина білого коня). Чисельність населення Абінгдону становить 39 809 осіб (на 2018 рік).

## Галерея

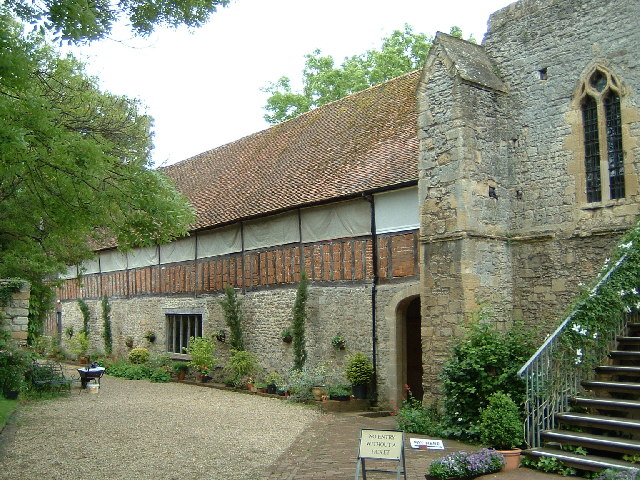
Довга галерея в Абінгдонському абатстві
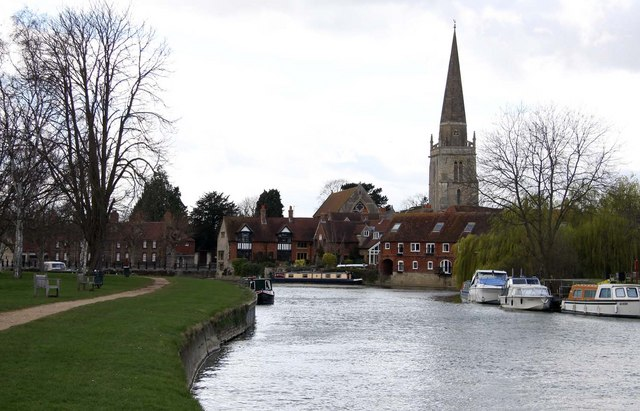
Темза та церква Святої Олени
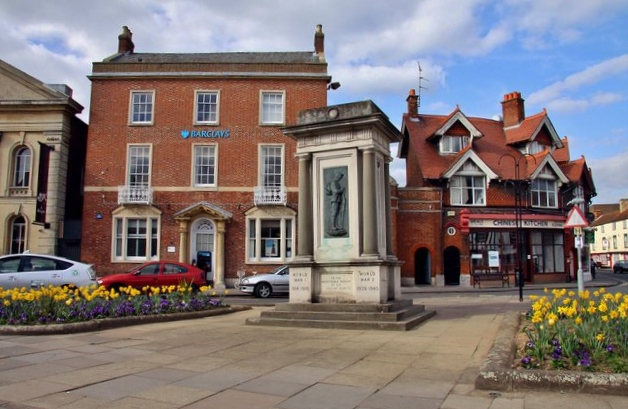
Військовий меморіал на Площі

## Міста-побратими
- Аржантан,  Франція
- Кольмар,  Франція
- Лукка,  Італія
- Сінт-Ніклас,  Бельгія
- Шонгау,  Німеччина

## Відомі уродженці та мешканці
- Кейт Ґерравей — журналістка, теле- та радіоведуча.
- Учасники гурту «Radiohead»